# Jiří Janák (závodník)
Jiří Janák (* 1. srpna 1983 Olomouc) je český automobilový závodník. Janák je nejznámější díky závodění ve WTCC, Porsche Supercupu a Carrera Cupu.

## Kariéra
Janák zahájil svoji kariéru v roce 2003 ve Škoda Octavia Cupu ČR, kde skončil na dvanáctém místě. V letech 2005–2006 získal titul šampion v této sérii. V pozdějších letech se objevil také v Mégane Trophy Eurocup, německém poháru Porsche Carrera, italském šampionátu Super Touring Car Championship, Mistrovství světa cestovních vozů, Porsche Supercup, ADAC GT Masters, FIA GT Championship, Toyo Tires 24H Series a FIA GT1 World Championship.
Jiří Janák dvakrát vyhrál tuzemský šampionát Česká pojišťovna Škoda Octavia cup v dobách jeho největší slávy a získal nespočet pódiových umístění jak na českých, tak zahraničních okruzích. Největších úspěchů na mezinárodní scéně dosáhl v nejrychlejším značkovém poháru světa Porsche Supercup a Porsche Carrera cup Germany, ve kterých je doposud historicky nejúspěšnějším českým závodníkem. Dlouhodobě se specializuje na vozy Porsche. Aktuálne působí jako coach na vybraných domácích i zahraničních track days.
Výběr ze závodní kariéry:
2x vítěz Česká pojišťovna Škoda Octavia Cup
7. místo Porsche Carrera Cup Germany (podiová umístění, Best Rookie)
8. místo Porsche Mobil 1 Supercup (podiová umístění)
Několikanásobný vítěz závodu Epilog Brno
2x vítěz BMW Cup
World Series by Renault - Renault Megane Trophy (3. místo Rookies)
ADAC GT Masters - Porsche
FIA GT 1 World Championship - Lamborghini, Aston Martin
2. místo FIA GT 2 Brno - Porsche
3. místo Dubai 24h Series - Porsche
Janák startoval na mistrovství světa cestovních vozů v italské Imole v sezóně 2006. V prvním závodě dojel na 21. místě a ve druhém na osmnáctém.

## Výsledky

### Mistrovství světa cestovních vozů
| Rok  | Tým                       | Vůz                | 1        | 2        | 3     | 4     | 5     | 6     | 7     | 8     | 9     | 10    | 11    | 12    | 13    | 14    | 15    | 16    | 17    | 18    | 19    | 20    | Umístění | Body |
| ---- | ------------------------- | ------------------ | -------- | -------- | ----- | ----- | ----- | ----- | ----- | ----- | ----- | ----- | ----- | ----- | ----- | ----- | ----- | ----- | ----- | ----- | ----- | ----- | -------- | ---- |
| 2006 | Československý Motorsport | Alfa Romeo 156 Gta | ITA 1 21 | ITA 2 18 | FRA 1 | FRA 2 | GBR 1 | GBR 2 | GER 1 | GER 2 | BRA 1 | BRA 2 | MEX 1 | MEX 2 | CZE 1 | CZE 2 | TUR 1 | TUR 2 | ESP 1 | ESP 2 | MAC 1 | MAC 2 | NC       | 0    |

### Porsche Supercup
| Rok  | Tým                  | Vůz             | 1       | 2       | 3       | 4       | 5       | 6       | 7       | 8      | 9       | 10     | 11     | 12  | 13  | Umístění  | Body |
| ---- | -------------------- | --------------- | ------- | ------- | ------- | ------- | ------- | ------- | ------- | ------ | ------- | ------ | ------ | --- | --- | --------- | ---- |
| 2007 | Schnabel Engineering | Porsche 997 GT3 | BHR Ret | BHR 14  | ESP Ret | MON Ret | FRA Ret | GBR Ret | GER 14  | HUN 5  | TUR 20  | ITA 13 | BEL 11 |     |     | 18. místo | 30   |
| 2008 | Schnabel Engineering | Porsche 997 GT3 | BHR 9   | BHR DNS | ESP 14  | TUR 12  | MON 13  | FRA Ret | GBR Ret | GER 11 | HUN     |        |        |     |     | 18. místo | 36   |
| 2008 | Konrad Motorsport    | Porsche 997 GT3 |         |         |         |         |         |         |         |        |         | ESP 13 | BEL 8  | ITA |     | 18. místo | 36   |
| 2009 | Konrad Motorsport    | Porsche 997 GT3 | BHR Ret | BHR 11  | ESP 9   | MON 10  | TUR 3   | GBR 7   | GER 10  | HUN 8  | ESP Ret | BEL 10 | ITA 8  | UAE | UAE | 10. místo | 77   |

### FIA GT Championship:
| Rok  | Tým                 | Třída | SIL | MON | ADR | OSC | SPA | SPA | SPA | BUC | BUC | BRN | NOG | ZOL | SAN | Umístění | Body |
| Rok  | Tým                 | Třída | SIL | MON | ADR | OSC | 6H  | 12H | 24H | R1  | R2  | BRN | NOG | ZOL | SAN | Umístění | Body |
| ---- | ------------------- | ----- | --- | --- | --- | --- | --- | --- | --- | --- | --- | --- | --- | --- | --- | -------- | ---- |
| 2008 | Jetalliance Racing  | GT1   | -   | -   | -   | -   | -   | -   | -   | -   | -   | -   | DNS | -   | -   | -.       | 0    |
| 2008 | K plus K Motorsport | GT2   | -   | -   | -   | -   | -   | -   | -   | -   | -   | 2   | -   | -   | -   | 22.      | 8    |

### FIA GT1 World Championship
| Rok  | Tým               | Vůz                  | 1         | 2          | 3        | 4          | 5         | 6          | 7          | 8          | 9      | 10     | 11     | 12     | 13     | 14     | 15     | 16     | 17     | 18     | 19     | 20     | Umístění  | Body |
| ---- | ----------------- | -------------------- | --------- | ---------- | -------- | ---------- | --------- | ---------- | ---------- | ---------- | ------ | ------ | ------ | ------ | ------ | ------ | ------ | ------ | ------ | ------ | ------ | ------ | --------- | ---- |
| 2011 | Swiss Racing Team | Lamborghini Gallardo | ABU QR 13 | ABU CR Ret | ZOL QR 8 | ZOL CR DNS | ALG QR 12 | ALG CR Ret | SAC QR Ret | SAC CR Ret | SIL QR | SIL CR | NAV QR | NAV CR | PRI QR | PRI CR | ORD QR | ORD CR | BEI QR | BEI CR | SAN QR | SAN CR | 36. místo | 0    |